# Jindřich Vícha
Jindřich Vícha (* 15. července 1948) je bývalý český hokejový útočník. Hrál jako pravé křídlo.

## Hokejová kariéra
V československé lize hrál za Spartu Praha. Odehrál 5 ligových sezón, nastoupil ve 166 ligových utkáních, dal 49 gólů, měl 29 asistencí a 8 trestných minut.

## Klubové statistiky
| 1973/1974 | Sparta Praha | 1. liga | 43 | 7  | 9 | 16 | 7  |
| 1974/1975 | Sparta Praha | 1. liga | 32 | 13 | 4 | 17 | 8  |
| 1975/1976 | Sparta Praha | 1. liga | 32 | 5  | 2 | 7  | 26 |
| 1976/1977 | Sparta Praha | 1. liga | 38 | 21 | 8 | 29 | 48 |
| 1977/1978 | Sparta Praha | 1. liga | 21 | 3  | 6 | 9  | 14 |